# Veslud
Veslud település Franciaországban, Aisne megyében. Lakosainak száma 269 fő (2022. január 1.). Veslud Eppes, Festieux, Montchâlons és Parfondru községekkel határos.

## Népesség
A település népessége az elmúlt években az alábbi módon változott:
| Lakosok száma | 252  | 247  | 222  | 240  | 247  | 238  | 242  | 259  | 261  | 269  |
|               | 1968 | 1982 | 1990 | 2006 | 2013 | 2015 | 2017 | 2019 | 2020 | 2022 |